# Marija Fiłatowa
Marija Jewgienjewna Fiłatowa, po mężu Kurbatowa, ros. Мария Евгеньевна Филатова (Курбатова) (ur. 19 lipca 1961 w Lenińsku Kuźnieckim) – radziecka gimnastyczka. Dwukrotna mistrzyni olimpijska z Montrealu (1976) i Moskwy (1980), dwukrotna mistrzyni (1978, 1981) i dwukrotna wicemistrzyni świata (1979, 1981), mistrzyni Europy (1977) i mistrzyni Związku Radzieckiego.

## Życiorys
Fiłatowa została wybrana wśród 800 młodych zawodniczek ze szkoły sportowej w Lenińsku Kuźnieckim na Syberii. Jej trenerem zostali Innokenty i Galina Mamietiew. W 1976 roku została wybrana zawodniczką do drużyny olimpijskiej ZSRR, gdzie zdobyła pierwsze złoto olimpijskie w karierze. W kolejnych latach wygrywała główne zawody sportowe, w tym Moscow Prize i Puchar Świata oraz zawody mistrzowskie w drużynie. W 1981 roku zdobyła indywidualne srebro w wieloboju, ale wyznała, że choć zakwalifikowała się do wąskiego finału, to wielokrotnie nie była wybierana do zawodów indywidualnych i nie miała szansy na zdobycie indywidualnego złota, które było w jej zasięgu. 
Zakończyła karierę po 1981 roku i na krótko dołączyła do trupy cyrkowej. Tam poznała swojego męża Aleksandra Kurbatowa, a w połowie lat 80. XX w. urodziła córkę Aleksandrę. W kolejnych latach pomagała w choreografiach młodych gimnastyczek w rodzinnym Lenińsku Kuźnieckim m.in. Tatjanie Ignatowej, a później, po upadku komunizmu przeniosła się wraz z rodziną do Belfastu, gdzie rozpoczęła karierę trenerską. Następnie Fiłatowa wraz z mężem i córką przeprowadzili się do Ohio w Stanach Zjednoczonych, gdzie jej mąż otrzymał propozycję pracy trenerskiej. Ich córka została gimnastyczką, trenowała w klubie Buckeye i została mistrzynią stanu Ohio (poziom 8) w ćwiczeniach wolnych i zdobywała kolejne sukcesy stanowe, choć nie mogła wystartować w kwalifikacjach do mistrzostw kraju z powodu braku amerykańskiego obywatelstwa. Ok. 2000 roku Fiłatowa wraz z mężem zostali trenerami w Rochester Gymnastics Training Center.

## Osiągnięcia
| Zawody                           | Rok                   | Konkurencja           | Konkurencja           | Konkurencja           | Konkurencja           | Konkurencja           | Konkurencja           |
| Zawody                           | Rok                   | VT                    | UB                    | BB                    | FX                    | wielobój ind.         | wielobój druż.        |
| Zawody międzynarodowe            | Zawody międzynarodowe | Zawody międzynarodowe | Zawody międzynarodowe | Zawody międzynarodowe | Zawody międzynarodowe | Zawody międzynarodowe | Zawody międzynarodowe |
| -------------------------------- | --------------------- | --------------------- | --------------------- | --------------------- | --------------------- | --------------------- | --------------------- |
| Igrzyska olimpijskie             | 1980                  | 9T QR                 | 3                     | 10T QR                | 8T QR                 | 7 QR                  | 1                     |
| Igrzyska olimpijskie             | 1976                  | 3T QR                 | 26T QR                | 10T QR                | 8T QR                 | 9T QR                 | 1                     |
| Mistrzostwa świata               | 1981                  |                       |                       | 6                     |                       | 2                     | 1                     |
| Mistrzostwa świata               | 1979                  |                       | 7                     | 5                     | 5                     | 4                     | 2                     |
| Mistrzostwa świata               | 1978                  |                       | 4                     |                       |                       |                       | 1                     |
| Mistrzostwa Europy               | 1977                  | 4                     | 6                     | 3                     | 1                     | 5                     |                       |
| Puchar Świata                    | 1980                  |                       |                       |                       |                       | 13                    |                       |
| Puchar Świata                    | 1979                  |                       |                       |                       |                       | 12                    |                       |
| Puchar Świata                    | 1978                  | 4                     | 5                     |                       | 1                     | 1                     |                       |
| Puchar Świata                    | 1977                  | 2                     | 2                     | 5                     | 1                     | 1                     |                       |
| Uniwersjada                      | 1981                  |                       | 4                     | 4                     | 5                     | 5                     | 2                     |
| Uniwersjada                      | 1979                  |                       |                       |                       |                       | 2                     |                       |
| Zawody krajowe                   |                       |                       |                       |                       |                       |                       |                       |
| Mistrzostwa Związku Radzieckiego | 1979                  |                       |                       |                       |                       | 2                     |                       |
| Mistrzostwa Związku Radzieckiego | 1978                  |                       |                       |                       |                       | 2                     |                       |
| Mistrzostwa Związku Radzieckiego | 1977                  |                       |                       |                       |                       | 1                     |                       |
| Mistrzostwa Związku Radzieckiego | 1976                  |                       |                       |                       |                       | 4                     |                       |